# Boson (fils de Richard le Justicier)
Pour les articles homonymes, voir Boson (homonymie) et Boson Ier de la Marche.
Boson de Bourgogne (ou Boson de Lotharingie) (895-935) est le fils de Richard le Justicier, est le troisième fils du duc de Bourgogne et d'Adélaïde. Il est le neveu de Rodolphe Ier de Bourgogne, du roi Charles le Chauve et aussi de Boson de Provence.
Il est le frère du roi Raoul et du duc de Bourgogne, Hugues le Noir.
Boson est comte et possessionné en Lotharingie, dans le pays messin et dans le royaume de son frère. Il est abbé laïc de l'abbaye de Moyenmoutier et de l'abbaye de Remiremont dans les Vosges.

## Biographie
Il soutient Raoul lors de son expédition en Lotharingie à l’automne 923 et lui prête hommage ; il tue le comte de Verdun malade dans son lit, le 14 mars 923, pour s'emparer de Verdun.
Ennemi d'Otton, fils de Ricuin, il se voit obligé de reconnaître la suzeraineté d'Henri Ier de Germanie quand celui–ci envahit la Lorraine en 925.
En 928 il s'empare de domaines des évêchés de Verdun et Metz. Assiégé dans sa forteresse de Durofostum sur la Meuse, au nord de Maastricht, par Henri Ier, il doit lui promettre sous serment sa fidélité et restituer les biens spoliés. Il en obtient d'autres en échange. Il se réconcilie avec Gislebert de Lotharingie, son frère Régnier et tous les autres seigneurs lorrains.
Au printemps 929, il s’empare d'alleux de Rothilde, protégés par Hugues le Grand gendre de cette dernière. Herbert II de Vermandois, allié de Hugues, prend Vitry-en-Perthois, place forte de Boson. Un armistice est conclu jusqu’à fin-mai, suivi d’une paix définitive signée sur l'intervention du roi Henri l'Oiseleur.
Boson récupère Vitry au terme d’un accord conclu l’année suivante entre Herbert et Hugues le Grand, qui se sont brouillés, grâce à la médiation de Raoul. Mais Herbert reprend Vitry par la défection d'Anseau, vassal de Boson. Boson s’allie alors à Gislebert de Lotharingie et à Hugues le Grand contre Herbert, entre dans Vitry et prend Mouzon, mais Herbert passe la Meuse vers Noël et reprend la place par surprise.
En 931, Boson se brouille avec Gislebert de Lotharingie qui lui prend son château de Durofostum. Herbert de Vermandois se rapproche de Gislebert et Boson se soustrait à la suzeraineté d'Henri Ier, beau-père de Gislebert. Il appelle son frère Raoul, puis il tourne ses armes contre son voisin, l'évêque de Châlons, Beuves, proche du comte de Vermandois, qui avait exercé des cruautés sur plusieurs de ses gens. Châlons est pris et incendié. Puis Boson accompagne Raoul au siège de Reims.
Lors de l’entrevue du 8 juin 934 sur la Chiers entre Raoul de Bourgogne et Henri Ier l’Oiseleur, Boson se soumet à Henri qui lui rend presque tous ses domaines lorrains.
Au titre de vassal du roi de Germanie, Boson prend part à une expédition des seigneurs lorrains contre Hugues le Grand qui refuse de restituer Saint-Quentin au comte de Vermandois. Il meurt peu après le 13 septembre 935, quand selon un diplôme il a rencontré le roi à Attigny. Il est  enseveli en l'abbaye royale de Saint-Remy de Reims.
Il a épousé sa cousine Berthe, fille de Boson d'Arles, marquis de Toscane, et de sa femme Willa, petite-fille de Lothaire II de Lotharingie future comtesse d'Arles et d'Avignon.